# Тойоока (Наґано)

35°33′5″ пн. ш. 137°53′45″ сх. д. / 35.55139° пн. ш. 137.89583° сх. д.
Тойоо́ка (яп. 豊丘村, とよおかむら, МФА: [tojo.oka muɾa]) — село в Японії, в повіті Сімо-Іна префектури Наґано. Станом на 1 квітня 2009 площа села становила 76,85 км². Станом на 1 липня 2011 населення села становило 6797 осіб.